# Loi sur les conventions collectives de travail et les commissions paritaires du 5 décembre 1968

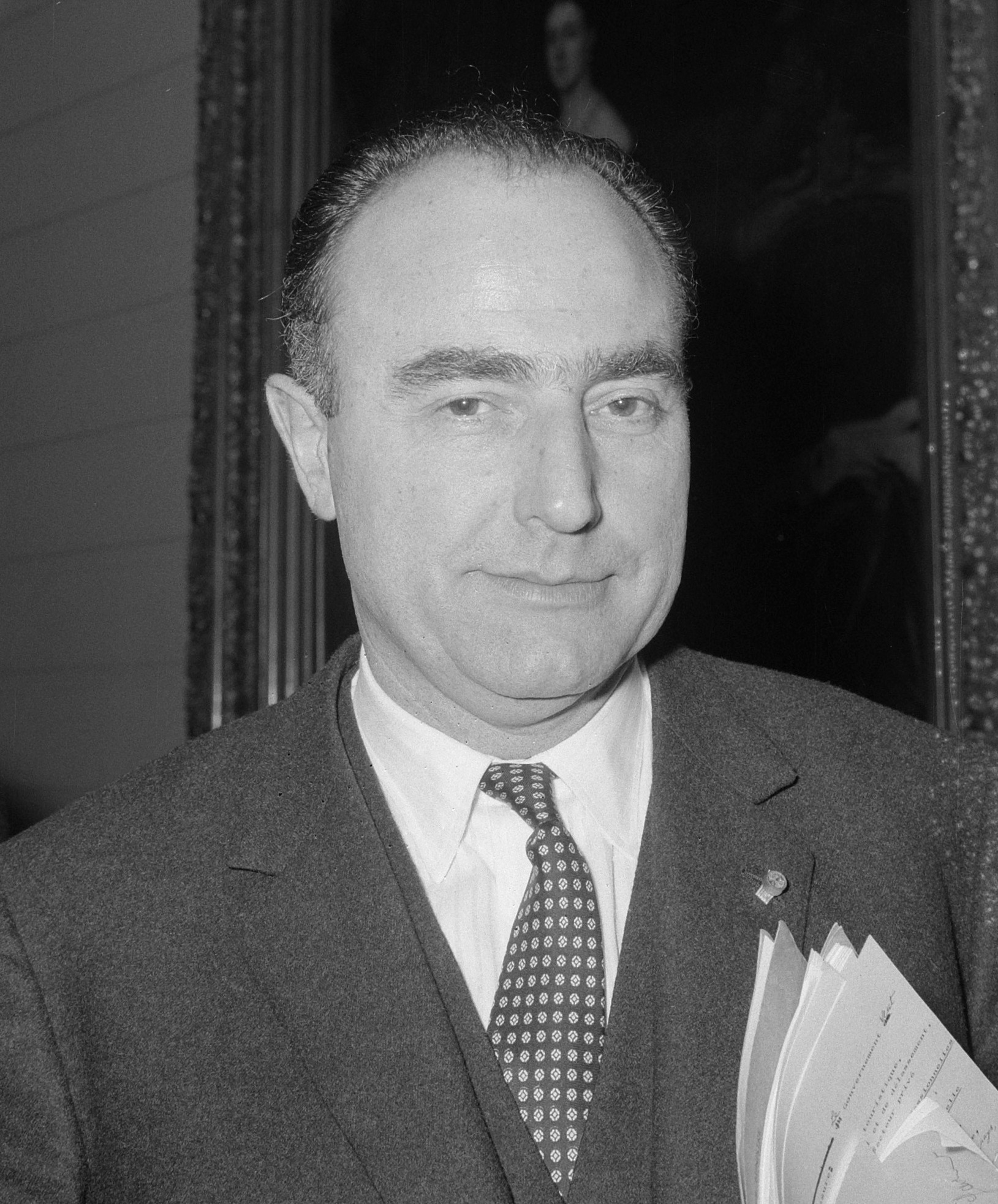
Paul Vanden Boeynants, Premier Ministre de 1966 à 1968

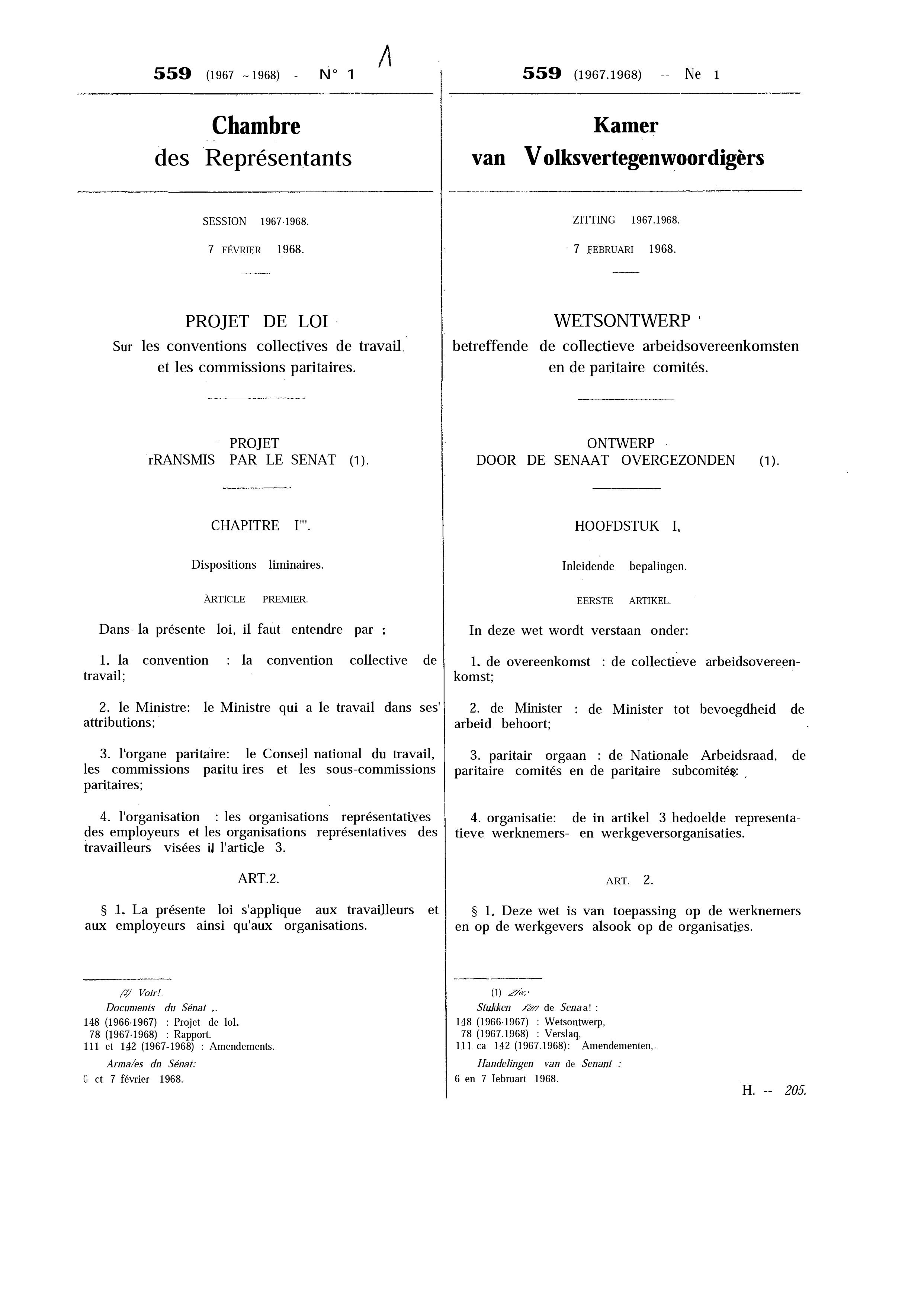
Page de garde du projet de loi sur les conventions collectives de travail et les commissions paritaires, le 7 février 1968

La loi du 5 décembre 1968 sur les conventions collectives du travail et sur les commissions paritaires a été publiée au Moniteur belge le 15 janvier 1969 et est entrée en vigueur le 15 juillet 1969. 
Le projet a été porté par le gouvernement Vanden Boeynants Iavec pour objectif d’accorder un statut juridique aux conventions collectives et aux commissions paritaires ainsi que de hiérarchiser les sources des obligations dans la relation de travail. 

## Contexte historique
La création de la loi du 5 décembre 1968 sur les conventions collective s’inscrit dans le mouvement contestataire qui souffle sur l’Europe entière, notamment à Paris avec les événements de mai 68. L’adoption de ladite loi est la concrétisation d’un combat social mené tout au long du XXe siècle et ce, dès la fin de la première guerre mondiale où les premières conventions collectives voient le jour dans différents secteurs d’activité. Ces conventions lieront les travailleurs et les patrons des différents pôles majeurs de l’industrie, tels que les rassemblements de mineurs et de métallurgistes. Ces conventions sont l’expression d’une forme de négociation sociale rendue possible par la reconnaissance mutuelle des associations patronales et ouvrières, au terme d’un long processus. 
En effet, l’histoire des conventions collectives se confond avec « celle du développement des organisations représentatives des travailleurs », car depuis la loi Le Chapelier de 1791, il était pénalement répréhensible de se réunir avec des individus du même corps de métier pour discuter de leurs intérêts. Tant qu’aucune forme de concertation et de réunion n’était possible, les accords et compromis sociaux entre patrons et ouvriers l’étaient encore moins. Les conventions ont dès lors pris une certaine importance lorsque les organisations représentatives, telles que des associations patronales et ensuite syndicales, acquirent une véritable existence sur le plan socio-économique et juridique. Dès 1913, il y eut des propositions de lois pour réglementer les conventions collectives mais celles-ci n’aboutirent pas. Le projet de création de la loi revint en 1963 sous l’influence du ministre de l’emploi Servais, jusqu’à ce qu’en 1966, le Conseil d’État constate que la convention collective de travail ne possède aucun statut juridique bien que celle-ci joue un rôle important dans l’économie. Le besoin d’entériner juridiquement la pratique s’est donc fait sentir. 
Le développement des conventions collectives de travail est donc très fortement liées à celle des syndicats et elles n’étaient à l’origine considérées que comme un phénomène social n’ayant aucune conséquence juridique. Les conventions collectives bénéficient aussi bien aux ouvriers qu’aux patrons : les premiers y gagnent un avantage social et peuvent discuter des conditions de travail ou leurs salaires tandis que les seconds gagnent la fidélité de leurs employés et une certaine paix sociale.

## Objectif du législateur
L’objectif premier du législateur est d’instaurer un cadre juridique et de définir « les règles à respecter par les commissions paritaires et le Conseil national du travail concernant la forme et la publicité des conventions qu'ils concluent, ainsi que les règles qui concernent la représentativité des parties qui concluent un accord ». L’objectif s’articule en trois points, à savoir : la reconnaissance du pouvoir des organisations professionnelles "d’engager et de faire naître des droits et des obligations", déterminer les personnes visées par les conventions collectives de travail et définir le caractère obligatoire qu’elles revêtent et enfin légiférer les commissions paritaires, puisque celles-ci permettront le développement du droit du travail en Belgique.

## Contenu de la loi
Le contenu principal de la loi résulte en la consécration juridique et l’organisation des conventions collectives de travail et des commissions et sous-commissions paritaires. La loi va également établir une hiérarchie des sources des obligations applicables dans la relation de travail.  

### La Convention Collective de Travail
La convention collective de travail est défini à l'article 5 de la loi et est globalement régie par le chapitre II de la loi. Elle peut être définie comme un « accord conclu entre une ou plusieurs organisations entre une ou plusieurs organisations de travailleurs et une ou plusieurs organisations d’employeurs ou un ou plusieurs employeurs déterminant les relations individuelles et collectives entre employeurs et travailleurs au sein d’une entreprise ou d’une branche d’activité et réglant les droits et obligations des parties contractantes ». 
La Convention comprend deux parties : 
- une partie normative qui contient « les dispositions qui constituent des normes pour les employeurs et les employeurs »[8], subdivisée en une partie individuelle.
- une partie collective qui contient « les dispositions concernant les relations collective du travail de l’entreprise ou du secteur d’activité »[9] et une partie obligatoire, subdivisée en une partie expressément obligatoire et une partie essentiellement obligatoire.

Concernant la nature juridique de la Convention deux tendances se dégagent de la doctrine : il s’agit soit d’un règlement, créateur de droits et d’obligations pour les parties mais aussi pour les employeurs et travailleurs étrangers à son élaboration, soit d’un contrat. Le législateur, quant à lui, a choisi une vision dualiste : il s’agit principalement d’un contrat avec un effet réglementaire par ses dispositions normatives.
La loi prévoit également des conditions de formes et de fond. Concernant la forme, la Convention Collective de Travail doit être écrite, rédigée en français et en néerlandais, déposée et enregistréeau Ministère de l’Emploi et du Travail et publiée au Moniteur Belge. Concernant le fond, la Convention doit contenir 4 mentions obligatoires contenu à l’article 16 de la loi.

### Les commissions paritaires et les sous-commissions paritaires
Les commissions et sous commissions paritaires sont régis par le chapitre III de la loi. Ce sont des « organes de concertations sectoriels dans lesquels les représentants des travailleurs et des employeurs se rencontrent sur pied d’égalité, dans le but de discuter de leurs problèmes communs ». Il existe actuellement 103 commissions paritaires en Belgique. Elles ont pour but la création de convention collective comme vu ci-avant, ainsi que des missions de conciliation et d’avis ou tout autre mission que la loi leurs attribueraient.
L’article 35 de la loi permet la création par le Roi de commissions paritaires d’employeurs ou de salariés. Il détermine les personnes, la branche d’activité et le cadre territorial du ressort de chaque commission.
L’article 37 de la loi permet la création, à la demande d’une commission paritaire, par le Roi d’une ou plusieurs sous-commissions paritaires. Sur avis de la commission paritaire concerné, il détermine les personnes et le cadre territorial qui sont du ressort de la sous-commission paritaire.
Les commissions sont composées d’un président et vice-président, d’un nombre égal de membres de représentants d’employeurs et de travailleurs et de deux ou plusieurs secrétaires. Les membres sont nommés pour quatre ans. 

### Hiérarchie des sources des obligations dans la relation de travail
L’article 51 de la loi établit la hiérarchie des sources des obligations dans les relations de travail entre employeurs et travailleurs. En effet, celles-ci peuvent contenir des dispositions contradictoires entre elles, l'article 51 envisage donc quelle source juridique va prévaloir. Les sanctions disciplinaires doivent être prises dans le respect de cette hiérarchie. 

## Conséquences et évolutions de la loi

### Conséquences
Initialement, les conventions collectives sont des accords dépourvus de valeur juridique ne donnant naissance qu’à une "obligation d’exécution loyale" de la parole donnée. La loi permis de traduire cette obligation morale en obligation exposant les parties ne les respectant pas à des sanctions. Outre le fait de donner un statut juridique aux conventions, la loi va déterminer les personnes tenues par les conventions collectives de travail. Ajoutons que la convention collective de travail est une originalité du droit social du fait qu’elle revêt un caractère impératif au profit des travailleurs. Toutefois, elle reste soumise au respect de la législation hiérarchiquement supérieure et son contenu reste soumis à la volonté des partenaires sociaux à négocier et à valider les revendications salariales.

### Évolutions de la loi jusqu’à aujourd’hui
Depuis 1970, la Belgique est entrée dans un processus de fédéralisation. Ainsi, afin de garder une certaine uniformité sur le plan social, la majorité des dispositions concernant les conventions collectives de travail restent aux mains de l’autorité fédérale. Néanmoins, en ce qui concerne les matières dont la compétence relèvent  des entités fédérées, tel que l’enseignement qui est de la compétence des communautés , les conventions ne seront pas les mêmes dans tout le pays, selon la communauté en question. 
Concernant les évolutions plus récentes, il existe une forte influence des dispositions des accords interprofessionnels en ce qui concerne la conclusion des conventions collectives au sein du Conseil national du travail ou des commissions paritaires. De plus, la loi se réfère de plus en plus aux conventions collectives, leur donnant davantage de légitimité. Ainsi, l’article 31 de la loi du 3 juillet 1978 relative aux contrats de travail dispose que si une convention collective le prévoit, un certificat médical peut être demandé à l’employeur, la loi délègue donc aux organes paritaires le pouvoir de délimiter son application. Enfin, et de manière de plus en plus répandue, les conventions collectives de travail et les lois ou arrêtés royaux tentent de plus en plus à régir une matière déterminée de la même façon. C’est par exemple le cas en matière de crédit temps où la loi du 10 août 2001 relative à la conciliation entre l’emploi et la qualité de vie et la convention collective no 103 du 27 juin 2012 ont un contenu strictement similaire.